# Liste der Kulturgüter in Cormoret
Die Liste der Kulturgüter in Cormoret enthält alle Objekte in der Gemeinde Cormoret im Kanton Bern, die gemäss der Haager Konvention zum Schutz von Kulturgut bei bewaffneten Konflikten, dem Bundesgesetz vom 20. Juni 2014 über den Schutz der Kulturgüter bei bewaffneten Konflikten sowie der Verordnung vom 29. Oktober 2014 über den Schutz der Kulturgüter bei bewaffneten Konflikten unter Schutz stehen.
Objekte der Kategorie A sind im Gemeindegebiet nicht ausgewiesen, Objekte der Kategorie B sind vollständig in der Liste enthalten, Objekte der Kategorie C fehlen zurzeit (Stand: 3. Februar 2024). Unter übrige Baudenkmäler sind geschützte Objekte zu finden, die im Bauinventar des Kantons Bern als «schützenswert» verzeichnet sind.

## Kulturgüter
| Foto |                                                                | Objekt                                                    | Kat. | Typ | Standort                         | Beschreibung |
| ---- | -------------------------------------------------------------- | --------------------------------------------------------- | ---- | --- | -------------------------------- | --- |
| ja   | Datei hochladen · Wikidata zu Bauernhof Alte Mühle (Q29652042) | Bauernhof Alte Mühle / Ferme Ancien moulin KGS-Nr.: 00856 | B    | G   | Le Petit-Bâle 11 571000 / 224846 | Der Bauernhof "Limg" ist das älteste bekannte und erhaltene bäuerliche Gebäude im Berner Jura sowie äusserst seltener Zeuge des ländlichen Erbes des 16. Jahrhunderts. Das im Jahr 1519 erbaute und mehrmals erneuerte Gebäude im gotischen Stil besitzt ein vierseitiges Dach und teilweise originales Gebälk. Ebenfalls aus der Anfangszeit stammen drei kleine Räume mit ockerfarbenen Steinrahmen. |

## Übrige Baudenkmäler
Hinweis: Anstelle der KGS-Nummer wird als Objekt-Identifikator (ID) die Grundstücksnummer verwendet.
| ID         | Foto |                                                                | Objekt                                                                | Typ | Standort                                                     | Beschreibung |
| ---------- | ---- | -------------------------------------------------------------- | --------------------------------------------------------------------- | --- | ------------------------------------------------------------ | ------------ |
| 26         | BW   | Datei hochladen                                                | Speicher (1731) / Grenier (1731)                                      | G   | Le Petit-Bâle 2 571081 / 224957                              |              |
| 60; 61     | BW   | Datei hochladen                                                | Brunnen (1841) / Fontaine (1841)                                      | K   | Route Principale N.N. 570958 / 224959                        |              |
| 63         | ja   | Datei hochladen · Wikidata zu Schulhaus (1863/64) (Q124415048) | Schulhaus (1863/64) / Collège (1863/64)                               | G   | Vieille-Route 1 571000 / 224975                              |              |
| 64; 171    | BW   | Datei hochladen                                                | Brunnen (1843) / Fontaine (1843)                                      | K   | Les Nioles N.N. 570569 / 224583                              |              |
| 64         | BW   | Datei hochladen                                                | Brunnen (1847) / Fontaine (1847)                                      | K   | Vieille-Route N.N.2 570848 / 224894                          |              |
| 64         | BW   | Datei hochladen                                                | Brunnen (Mitte 19. Jahrhundert) / Fontaine (milieu 19ème s.)          | K   | Vieille-Route N.N.1 570746 / 224726                          |              |
| 71; 72; 73 | ja   | Datei hochladen                                                | Ehemaliges Bauernhaus (1627) / Ancienne ferme (1627)                  | G   | Chemin de la Douzette 2 / Vieille-Route 6, 8 570908 / 224974 |              |
| 81         | BW   | Datei hochladen                                                | Ehemaliges Bauernhaus (1867) / Ancienne ferme (1867)                  | G   | Vieille-Route 12 570858 / 224935                             |              |
| 142        | BW   | Datei hochladen                                                | Fabrikantenvilla (1903) / Villa de fabricant (1903)                   | K   | Route Principale 26 570858 / 224840                          |              |
| 149        | BW   | Datei hochladen                                                | Ehemalige Schreinerei (1908) / Ancienne menuiserie (1908)             | G   | Le Petit-Bâle 22 570782 / 224709                             |              |
| 580        | BW   | Datei hochladen                                                | Hütte "Limes du Haut" (18. Jh.) / Loge des "Limes du Haut" (18ème s.) | G   | Les Limes 7 571138 / 221850                                  |              |
| 583        | BW   | Datei hochladen                                                | Pachthof (1797) / Métairie (1797)                                     | G   | Vacherie du Dernier de Bienne 9 571755 / 221456              |              |